# Rue Laure-Surville
La rue Laure-Surville est une rue du 15e arrondissement de Paris, dans le quartier Javel.

## Situation et accès
Elle relie la rue Émile-Zola, au no 4, à la rue de la Convention, au no 3. C'est une petite rue de seulement 43 mètres de long. Ouverte en 1907, elle ne compte que cinq numéros.

## Origine du nom

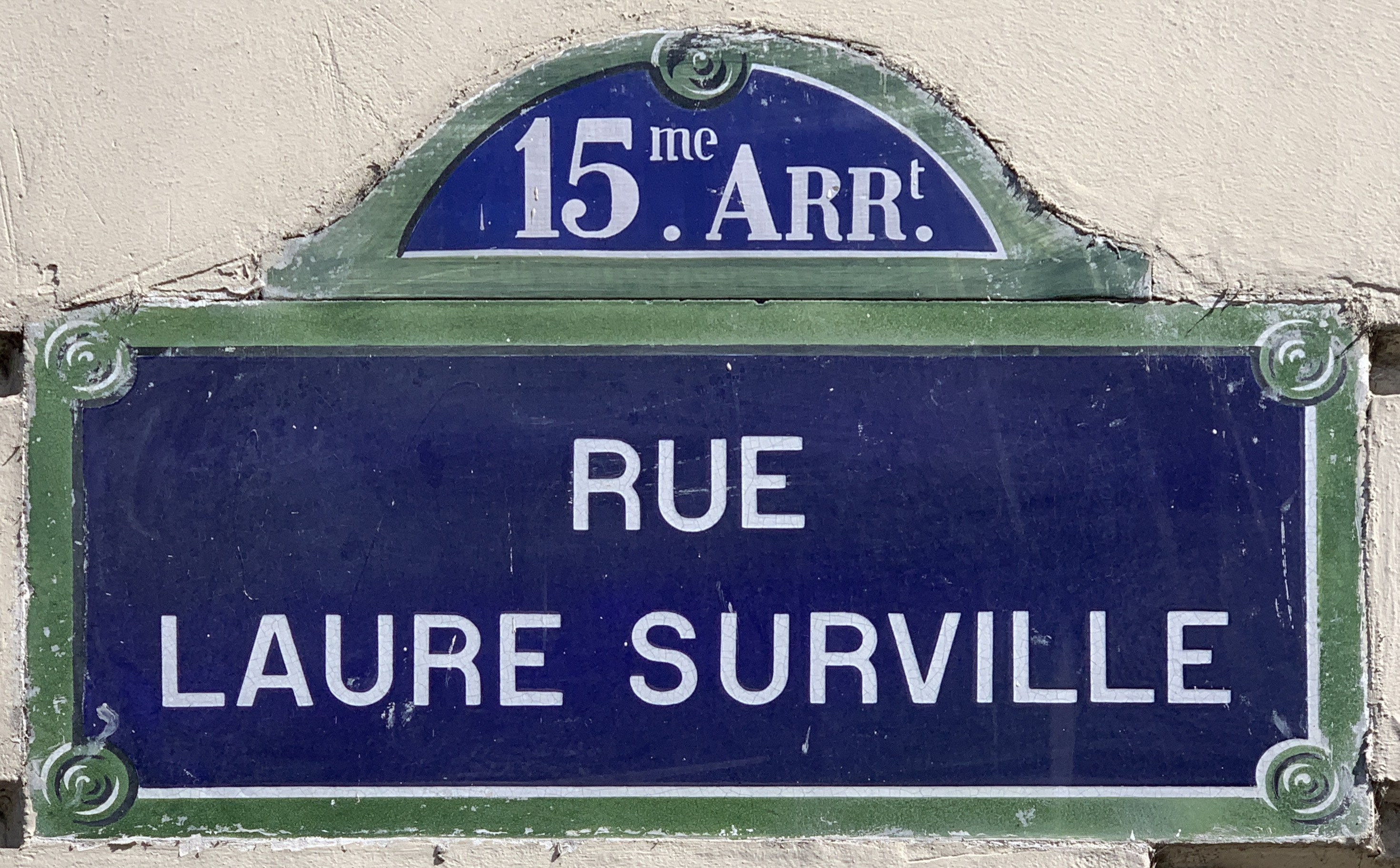
Plaque de la rue.

Elle est nommée en l'honneur de Laure Surville (1800-1871), femme de lettres et sœur d'Honoré de Balzac.

## Historique
La voie est ouverte en 1907 et prend sa dénomination actuelle en 1912. 